# 산동면 (구례군)
산동면(山東面)은 대한민국 전라남도 구례군에 위치한 면이다.

## 개요
산동면은 구례군의 최북서에 위치하여 동쪽으로는 경상남도 하동군과 서쪽은 곡성군 고달면과 북쪽은 전라북도 남원시와 남쪽은 용방면과 광의면을 접하고 있으며 100.27km2의 면적에 34개 운영리과 49개 자연마을에 1,571가구, 3,403여명이 살고 있으며, 거대한 규모와 수질을 자랑하는 지리산 온천이 있는 산수가 수려한 곳이다. 특히, 지리산온천은 게르마늄과 탄산나트륨이 다량 함유되어 피부병 및 성인병에 특효가 있다고 알려져 많은 온천객들이 성시를 이루고 있다. 또한, 특산품으로는 산수유, 오이, 지리산 산채, 고로쇠약수를 들 수 있는데 산수유는 전국 생산량의 60%가 생산되며 그 품질이 우수하고 그 성질이 따뜻하여 자양강장에 뛰어난 효과로 인해 한약재의 기본원료로서 많이 사용하고 있으며, 최근에는 산수유차, 산수유 환, 산수유 술 등 건강보조식품과 산수유를 재료로 한 각종 음식을 개발하여 소비자들로부터 좋은 반응을 얻고 있다.
구례군의 핵심도로인 산업로가 지나고 이평교차로,산동교차로,원촌교차로 등 이 있다.
구례군 산동면 이평리,구례군 용방면 죽정리 일원에 용방농공단지와 구례자연드림파크가 있다.

## 행정 구역
| 법정리 | 한자명 | 행정리           | 자연마을                       | 비고 |
| ------ | ------ | ---------------- | ------------------------------ | ---- |
| 계천리 | 桂川里 | 현천, 계척, 원동 | 현천, 연관, 송평, 계척, 원동   |      |
| 관산리 | 官山里 | 사포, 구산, 하관 | 사포, 반평, 구산, 하관, 등구정 |      |
| 내산리 | 內山里 | 수평, 삼성, 효동 | 수평, 삼성, 효동, 부촌         |      |
| 대평리 | 大坪里 | 대양, 평촌, 반곡 | 대양, 신평, 평촌, 반곡, 대음   |      |
| 둔사리 | 屯寺里 | 이사, 둔기, 하무 | 이사, 둔기, 하무, 상무         |      |
| 수기리 | 水基里 | 중기             | 중기, 수락                     |      |
| 시상리 | 侍上里 | 시랑             | 시랑, 상신                     |      |
| 신학리 | 莘鶴里 | 하신, 토치, 오향 | 하신, 토치, 오향               |      |
| 외산리 | 外山里 | 한천, 내온       | 한천, 내온, 지초               |      |
| 원달리 | 元達里 | 상원, 달전       | 상원, 하원, 달전               |      |
| 원촌리 | 院村里 | 원촌             | 원촌                           |      |
| 위안리 | 位安里 | 상위, 하위       | 상위, 하위, 월계               |      |
| 이평리 | 梨坪里 | 이촌, 우와       | 이촌, 우와, 평산               |      |
| 좌사리 | 坐沙里 | 원좌, 상관, 심원 | 원좌, 당동, 상관, 심원         |      |
| 탑정리 | 塔挺里 | 정산, 탑동       | 정산, 탑동                     |      |

## 교육
- 원촌초등학교 (원촌리)
- 중동초등학교 (관산리)
- 이평초등학교 (폐교) - 산동면 둔사길 8 (이평리)
- 구례산동중학교 (원촌리)